# Swaton
Swaton – osada w Anglii, w hrabstwie Lincolnshire, w dystrykcie North Kesteven. Leży 39 km na południowy wschód od Lincoln i 157 km na północ od Londynu.